# Charlie Jones' Big Band
Charlie Jones' Big band was een Belgische muziekgroep uit Sint-Niklaas rond de singer-songwriter Jan Verstraeten die ophielden in 2015.
De groep bestond uit Jan Verstraeten (zang, gitaar, melodica), Joris De Bock (drums, percussie), Steph Van Uytvanck (mondharmonica, keyboard) en Koen De Gendt (basgitaar). 
In november 2018 bracht Jan Verstraeten het nummer 'Moon face' uit als solo-artiest onder zijn eigen naam op het Belgische Unday Records.

## Discografie
- Because We're Young
- Wash the Dirt Off These hands, Quadrofoon Records/Suburban Records